# Verbo vasco
El verbo es una de las partes más complejas de la gramática del euskera. A menudo se presenta como uno de los retos más difíciles para quienes aprenden la lengua, y muchos gramáticos vascos dedican la mayoría de sus páginas a listas o tablas de los paradigmas verbales. Este artículo no recoge todas las formas verbales existentes, su propósito es explicar la naturaleza y estructura del sistema.

## Conjugación sintética y perifrástica
Una de las características remarcables del verbo en euskera es el hecho de que solo algunos verbos pueden conjugarse sintéticamente (es decir, tienen formas morfológicas finitas), mientras que el resto solo tienen formas no finitas, que pueden formar parte de una variedad de estructuras compuestas (que consisten en una forma verbal no finita combinada con una forma verbal finita de un verbo auxiliar) y son conjugados de esta manera ("perifrásticamente"). Así, por ejemplo, 'vengo' se dice nator (una forma sintética finita), mientras que 'llego' se dice iristen ari naiz (una forma perifrástica, que literalmente significa 'llegando estoy').
De hecho, todos los verbos pueden conjugarse en la forma perifrástica. En algunos casos la forma sintética y la perifrástica contrastan semánticamente (por ejemplo, nator y etortzen naiz, su correspondiente forma perifrástica, no son generalmente intercambiables); y en otros el contraste es más un asunto de estilo, registro o incluso diacronía. En particular, algunas formas sintéticas son arcaicas u obsoletas. Además, otras formas sintéticas presentes en la literatura del siglo XX son extrapolaciones hechas a posteriori o formas no atestiguadas históricamente creadas con motivos estilísticos, poéticos o purísticos.

## Raíces verbales
Tradicionalmente, los verbos vascos se citan usando una forma no personal conocida convencionalmente como "participio", aunque no todos sus usos se corresponden con los del participio español. Otras formas no personales derivan del participio, como se verá en otra sección más adelante. Cuando el verbo posee formas sintéticas personales, estas se basan en una raíz, llamada "raíz básica", que normalmente también aparece en el participio. Por ejemplo, el verbo etorri, "venir", tiene como raíz básica -tor-, de la que se derivan tanto el participio (con el prefijo de formas finitas e- y el sufijo de participio -i) como la raíz personal de presente, -ator-, y la raíz personal para otros tiempos, -etor-.
A partir del participio, hallar la raíz básica del verbo es en general sencillo, ya que la forma del participio responde a dos tipos básicos:
- En primer lugar, el participio de verbos con raíz etimológicamente básica se forma de la siguiente manera:

| Prefijo de participio | Raíz básica | Sufijo de participio |
| --------------------- | ----------- | -------------------- |
| e- / i- / j-          | Raíz básica | -i / -n / -ø         |

- - El prefijo j- se usa cuando la raíz básica comienza por vocal, mientras que los prefijos i- y e- se usan indistintamente (es decir, depende de cada verbo) cuando la raíz básica comienza por consonante.
  - El sufijo -n se usa cuando la raíz básica acaba en vocal, mientras que el sufijo -i se usa cuando ésta acaba en consonante. En algunas ocasiones no se usa ningún sufijo, y el participio acaba con la raíz básica.
- Otros verbos se forman a partir de sustantivos, frases enteras, o palabras extranjeras. La estructura del participio de estos es:

| Raíz básica | Sufijo de participio |
| ----------- | -------------------- |
| Raíz básica | -du / -tu            |

- - El sufijo -du se usa cuando la raíz básica acaba en -n o -l. En el resto de los casos se usa -tu.

Existen otras dos raíces no personales, el nombre verbal y la raíz corta, que se forman a partir del participio:
- El nombre verbal se forma cambiando el sufijo del participio por -te o -tze, depende del verbo en particular.
- La raíz corta se forma eliminando los sufijos -i, -du y -tu del participio. (En caso de tenerlo, el sufijo -n se mantiene.)

Además, para las formas personales de los verbos que se pueden conjugar sintéticamente, existen dos raíces derivadas de la raíz básica:
- La raíz de presente se forma añadiendo el pre-infijo -a- a la raíz básica.
- La raíz de no presente, que se usa en el resto de tiempo, se forma añadiendo el pre-infijo -e- a la raíz básica.

Algunos ejemplos de todas estas formas son los siguientes:
| Raíz básica | FORMAS PERSONALES              | FORMAS PERSONALES              | FORMAS NO PERSONALES              | FORMAS NO PERSONALES               | FORMAS NO PERSONALES          | Significado |
| Raíz básica | Raíz de presente               | Raíz de no presente            | Participio                        | Nombre verbal                      | Raíz corta                    | Significado |
| ----------- | ------------------------------ | ------------------------------ | --------------------------------- | ---------------------------------- | ----------------------------- | ----------- |
| Raíz básica | -a- + raíz básica              | -e- + raíz básica              | (e-/i-/j- +) raíz básica- + i/n/ø | (e-/i-/j- +) raíz básica- + te/tze | (e-/i-/j- +) raíz básica- + n | Significado |
| -tor-       | -ator-                         | -etor-                         | e-torr-i                          | e-tor-tze                          | e-tor                         | 'venir'     |
| -bil-       | -abil-                         | -ebil-                         | i-bil-i                           | i-bil-tze                          | i-bil                         | 'andar'     |
| -da-        | no posee conjugación sintética | no posee conjugación sintética | e-da-n                            | e-da-te                            | e-da-n                        | 'beber'     |
| -baki-      | no posee conjugación sintética | no posee conjugación sintética | e-baki                            | e-baki-tze                         | e-baki                        | 'cortar'    |
| -a-         | no posee conjugación sintética | no posee conjugación sintética | j-a-n                             | j-a-te                             | j-a-n                         | 'comer'     |
| alda-       | no posee conjugación sintética | no posee conjugación sintética | alda-tu                           | alda-tze                           | alda                          | 'cambiar'   |
| gal-        | no posee conjugación sintética | no posee conjugación sintética | gal-du                            | gal-tze                            | gal                           | 'perder'    |

### Raíces defectivas o irregulares
Algunos verbos presentan raíces irregulares o defectivas para alguno de los tiempos. Algunos de particular importancia son:
- Izan, "ser", el más común. Es irregular y presenta alomorfismo en sus formas personales, es decir, varias raíces diferentes.
- Egon, "estar".
- Izan / Ukan / *Edun, "haber / tener". El participio real de este verbo es izan, pero para evitar confusiones con el verbo "ser", que tiene el mismo participio, se usan con función metalingüística ukan, arraigado en los dialectos occidentales, o *edun, forma hipotética y no atestiguada del participio del verbo, formada a partir de la raíz -du-.

(Para evitar el problema, en este artículo nos referiremos simplemente a estos verbos como "ser" y "haber").
- *Edin, *Ezan, participios hipotéticos de los auxiliares estándar del modo aoristo (ver más abajo), que solo tienen formas personales.
- Ukan, "haber o tener".
- Esan, "decir", que presenta una raíz diferente, -io, en algunos tiempos personales. De hecho, algunos gramáticos consideran que en este caso se trata de dos verbos diferentes.

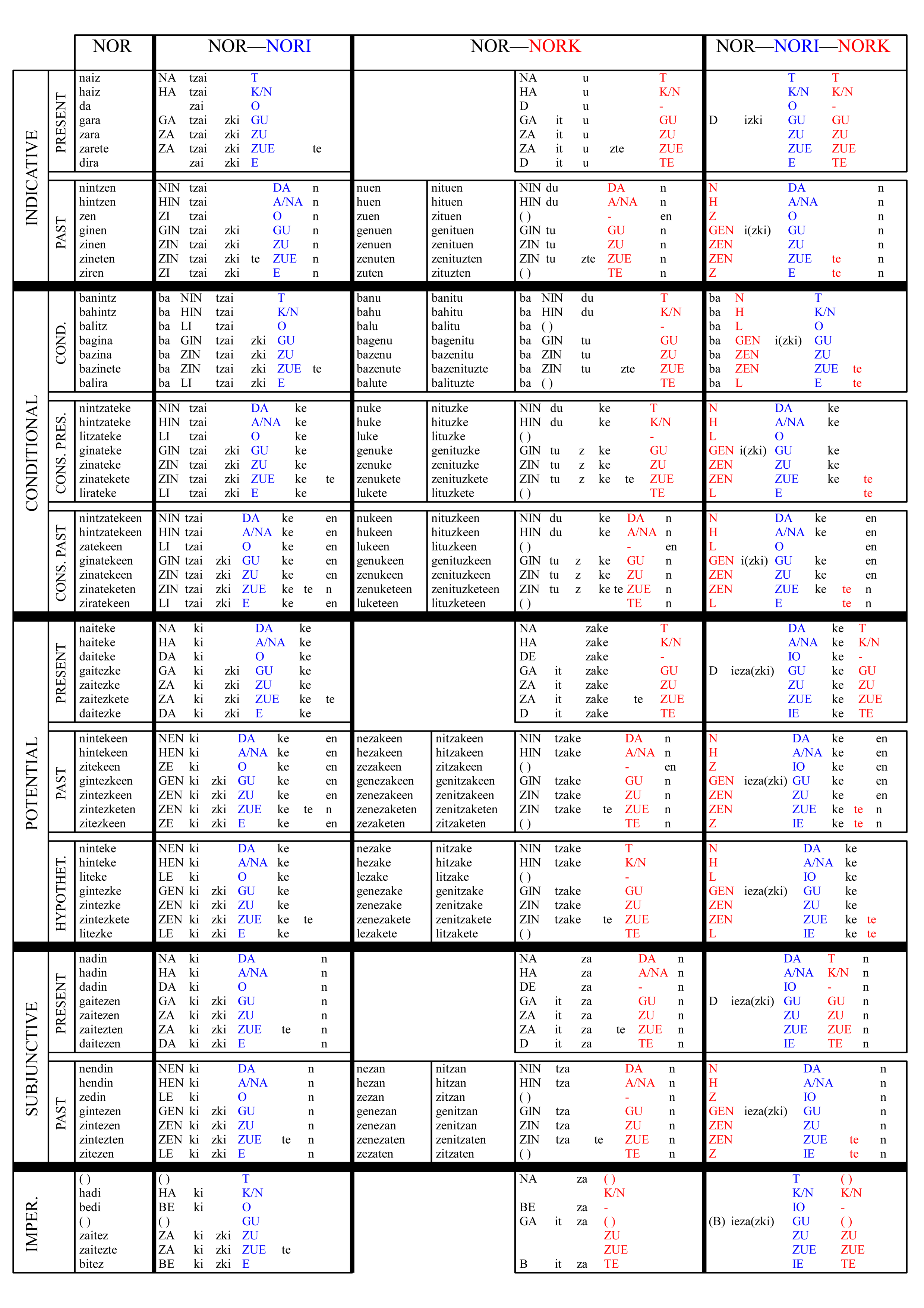
La tabla completa de conjugación de los auxiliares izan y ukan

- Datos: Q3753073
- Multimedia: Basque verbs / Q3753073